# Nilotynib
Nilotynib – organiczny związek chemiczny będący inhibitorem aktywności kinazy białkowej. Wskazany w leczeniu przewlekłej białaczki szpikowej u dorosłych pacjentów, u których występuje chromosom Philadelphia.

## Historia
W czerwcu 2006 roku, w wyniku badań klinicznych fazy I stwierdzono, że nilotynib wykazuje relatywnie korzystny profil bezpieczeństwa oraz wysoką skuteczność w przypadku leczenia przewlekłej białaczki szpikowej opornej na imatinib. W badaniu tym 92% pacjentów (opornych lub nie reagujących na imatinib) uzyskało normalizację liczby krwinek białych po pięciu miesiącach leczenia
. W roku 2007 nilotynib został zarejestrowany w USA i Unii Europejskiej pod nazwą handlową Tasigna. W 2010 roku, opierając się na wynikach opublikowanego badania ENESTnd, badania klinicznego fazy III, które wykazało większą skuteczność nilotynibu nad imatinibem w zakresie osiąganych odpowiedzi na leczenie, FDA zatwierdziła nilotynib w leczeniu chorych z nowo rozpoznaną Ph+ przewlekłą białaczką szpikową (Ph + PBSz) w przewlekłej fazie.
Badanie II fazy sugeruje, że nilotynib może być skuteczny w leczeniu czerniaka z mutacją w genie c-KIT.

## Mechanizm działania
Nilotynib jest inhibitorem aktywności kinazy tyrozynowej Abl onkoproteiny Bcr-abl, zarówno w liniach komórkowych, jak i pierwotnych komórkach białaczki z chromosomem Philadelphia. Wykazuje wysokie powinowactwo do miejsca wiązania ATP w sposób silnie hamujący niezmutowane białko Bcr-abl i podtrzymuje aktywność wobec 32/33 zmutowanych form Bcr-abl opornych na imatynib. W związku z wyżej opisaną aktywnością biochemiczną, nilotynib selektywnie hamuje proliferację i indukuje apoptozę w liniach komórkowych oraz w pierwotnych komórkach białaczki z chromosomem Philadelphia (Ph+) u pacjentów z CML.

## Wskazania
- Leczenie dorosłych pacjentów z nowo rozpoznaną przewlekłą białaczką szpikową (CML, z ang. chronic myeloid leukaemia) w fazie przewlekłej z obecnością chromosomu Philadelphia w dawce 300 mg dwa razy na dobę,
- Leczenie dorosłych pacjentów z CML z chromosomem Philadelphia w fazie przewlekłej lub w fazie akceleracji, w przypadku oporności lub nietolerancji na uprzednie leczenie, w tym leczenie imatynibem, w dawce 400 mg 2 razy na dobę.

## Przeciwwskazania
Nadwrażliwość na substancję czynną lub którąkolwiek substancję pomocniczą.

## Interakcje
Należy unikać podawania nilotynibu z produktami leczniczymi, które są silnymi inhibitorami CYP3A4 (np. ketokonazol, itrakonazol, worykonazol, klarytromycyna, telitromycyna, rytonawir).
Równoczesne stosowanie nilotynibu z produktami leczniczymi, które są silnymi induktorami CYP3A4 (np. fenytoina, ryfampicyna, karbamazepina, fenobarbital i ziele dziurawca zwyczajnego) prawdopodobnie zmniejsza narażenie na nilotynib w stopniu mającym znaczenie kliniczne.

## Działania niepożądane
Najczęstszymi niehematologicznymi działaniami niepożądanymi są wysypka, świąd, ból głowy, nudności, uczucie zmęczenia i bóle mięśni. Większość z tych działań ma nasilenie łagodne do umiarkowanego. Związane z leczeniem objawy toksyczności hematologicznej obejmują zahamowanie czynności szpiku kostnego: trombocytopenię, neutropenię i niedokrwistość.

## Preparaty
Tasigna (Novartis)